# Kanonikát hilleánský
Kanonikát hilleánský (lat. hilleanus, něm. Hillescher) je historická právní figura vážící se ke katedrální kapitule sv. Štěpána v Litoměřicích.
Byl zřízen 14. litoměřickým biskupem Emanuelem Janem Křtitelem Schöblem v roce 1902. Název pro tento kanonikát je odvozen od jména 11. litoměřického biskupa Augustina Bartoloměje Hilleho, který o zřízení dalšího kanonikátu v litoměřické kapitule intenzivně usiloval ke konci svého episkopátu.
Hilleánský kanonikát (někdy též psáno v listinách hilleovský) je v litoměřické kapitule v kontinuitě od roku 1902 postupně obsazován významnými kněžími působícími v litoměřické diecézi. Držitel kanonikátu se nazývá kanovník hilleánský. Jako sídelnímu kanovníku vlastním právem držiteli kanonikátu přísluší insignie.

## Přehled kanovníků držitelů kanonikátu hilleánského

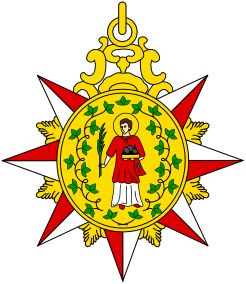
Signum kanovníků litoměřické kapituly

- Msgre. Josef Kovář (prvokanonikant - 1. kanovník hilleánský v letech 1902–1930)
- Msgre. ThDr. Georg Simeth (kanovníkem hilleánským od 1. května 1935, odsunut do Německa v květnu 1946, † 1958)
- Mons. ThLic. Václav Červinka (16. ledna 1922 – 15. května 2007, kanovníkem hilleánským od 28. září 1972, proboštem od 11. dubna 1995)
- ICLic. Mgr. Martin Davídek (kanovníkem hilleánským od 12. února 2011)